# Werner Felfe
Werner Felfe (ur. 4 stycznia 1928 w Großröhrsdorf, zm. 7 września 1988 w Berlinie) – wschodnioniemiecki funkcjonariusz państwowy i partyjny SED, m.in. sekretarz KC SED ds. agitacji i propagandy, oraz sekretarz KC SED ds. rolnictwa, i członek Biura Politycznego KC SED.

## Życiorys
Syn mechanika. Ukończył szkołę podstawową i handlową (Handelsschule) (1942-1944), oraz w 1944 zdał egzamin w Izbie Handlowej (Handelskammerprüfung). Następnie pracował jako pracownik handlowy oraz w charakterze pomocnika budowlanego (1945). Wstąpił do KPD/SED (1945-1946), FDGB (1945) i FDJ (1946). Pełnił funkcje w Komitecie Powiatowym SED w Kamenz (1946-1949), Komitecie Okręgowym SED Saksonii (1949-1950), I sekr. w KPow. SED we Flöha (1950-1953). Uczęszczał do Wyższej Szkoły Partyjnej (Parteihochschule) w Kleinmachnow (1953) i był II sekretarzem Centralnej Rady FDJ (1954-1957). W latach 1954–1958 był przewodniczącym Komisji Młodzieżowej w Izbie Ludowej NRD (Volkskammer), z-cą członka (1954-1963), a następnie członkiem Komitetu Centralnego SED (1963-1988).
Pracował jako wiceprzew./przew. Rady Powiatowej w Zschopau (1957-1960), przew. Rady Wojewódzkiej w Karl-Marx-Stadt (1960-1963). Studiował na Uniwersytecie Technicznym w Dreźnie (Technischen Universität Dresden) (1963-1965). Był zastępcą szefa wydziału KC SED (1965-1966), i sekretarzem ds. agitacji i propagandy KC SED (1966-1968), II sekr. (1968-1971), i I sekr. Komitetu Okręgowego SED w Halle (1971-1981), kandydatem (1973-1976), i członkiem Biura Politycznego KC SED i Rady Obrony Narodowej (1976-1988). Jako sekretarz KC SED ds. rolnictwa (1981-1988) zainicjował korektę kursu w rolnictwie, mającą na celu zniesienie rozdziału produkcji zwierzęcej i roślinnej, ograniczenie biurokracji i oszczędzanie zasobów. Z racji sprawowanych funkcji był „skoszarowany” w partyjno-rządowym osiedlu kierownictwa NRD - Osiedlu Leśnym pod Bernau.
8 sierpnia 1988 ukazał się w Der Spiegel artykuł, w którym spekulowano na temat ewentualnych następców Ericha Honeckera. Zakładano, że może to nastąpić na jesieni 1989, z okazji 40. rocznicy założenia NRD. W artykule został wymieniony jako potencjalny kandydat do sukcesji po Honeckerze obok Egona Krenza, Siegfrieda Lorenza i Güntera Schabowskiego. Niedługo po tym artykule Werner Felfe zmarł na ostrą niewydolność serca. Jego urna została pochowana na centralnym cmentarzu Friedrichsfelde w Berlinie-Lichtenbergu.